# Heek

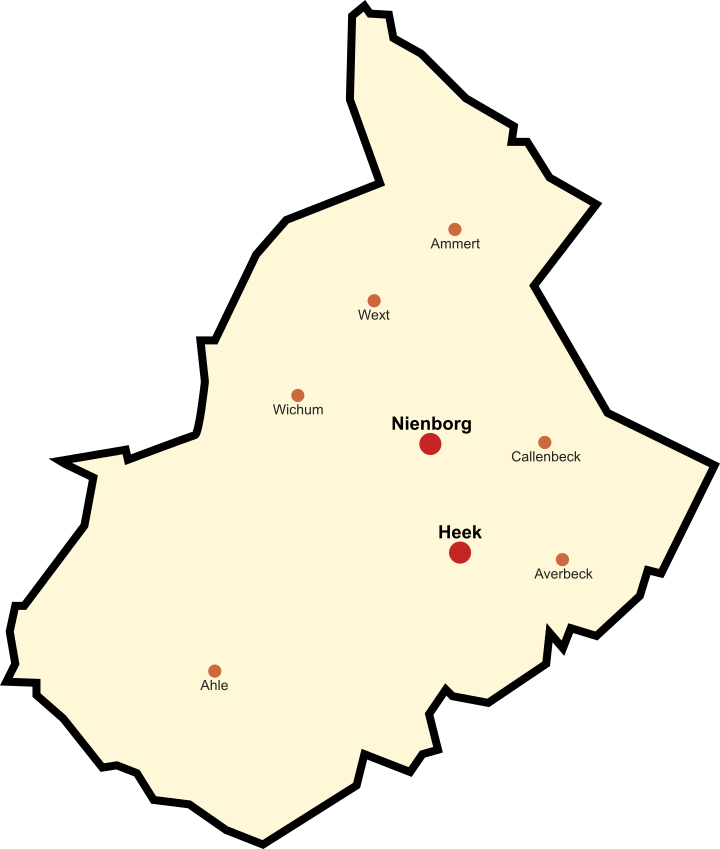
Ortsteile (rot) und Bauerschaften (orange) von Heek

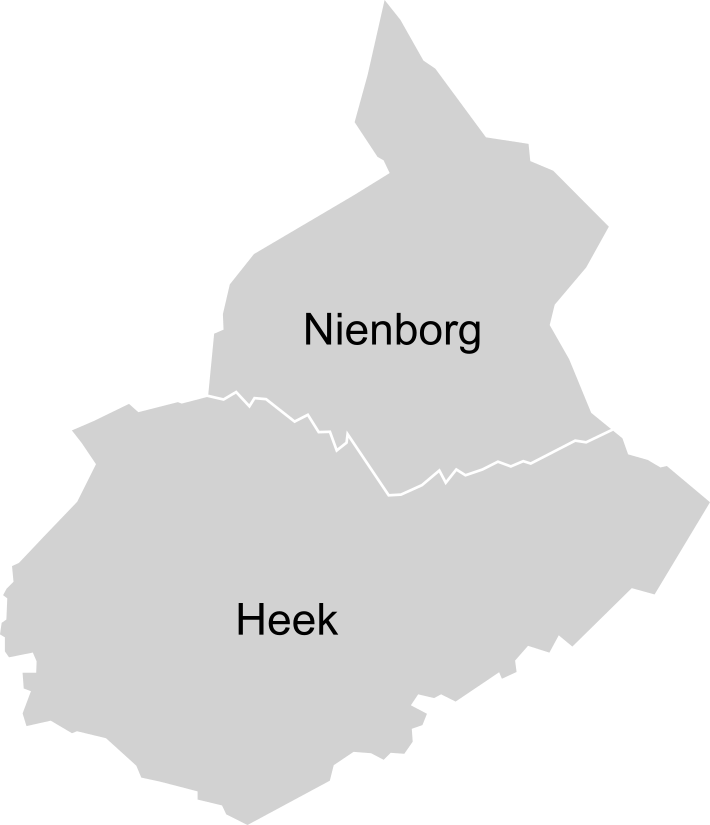
Ortsteile von Heek

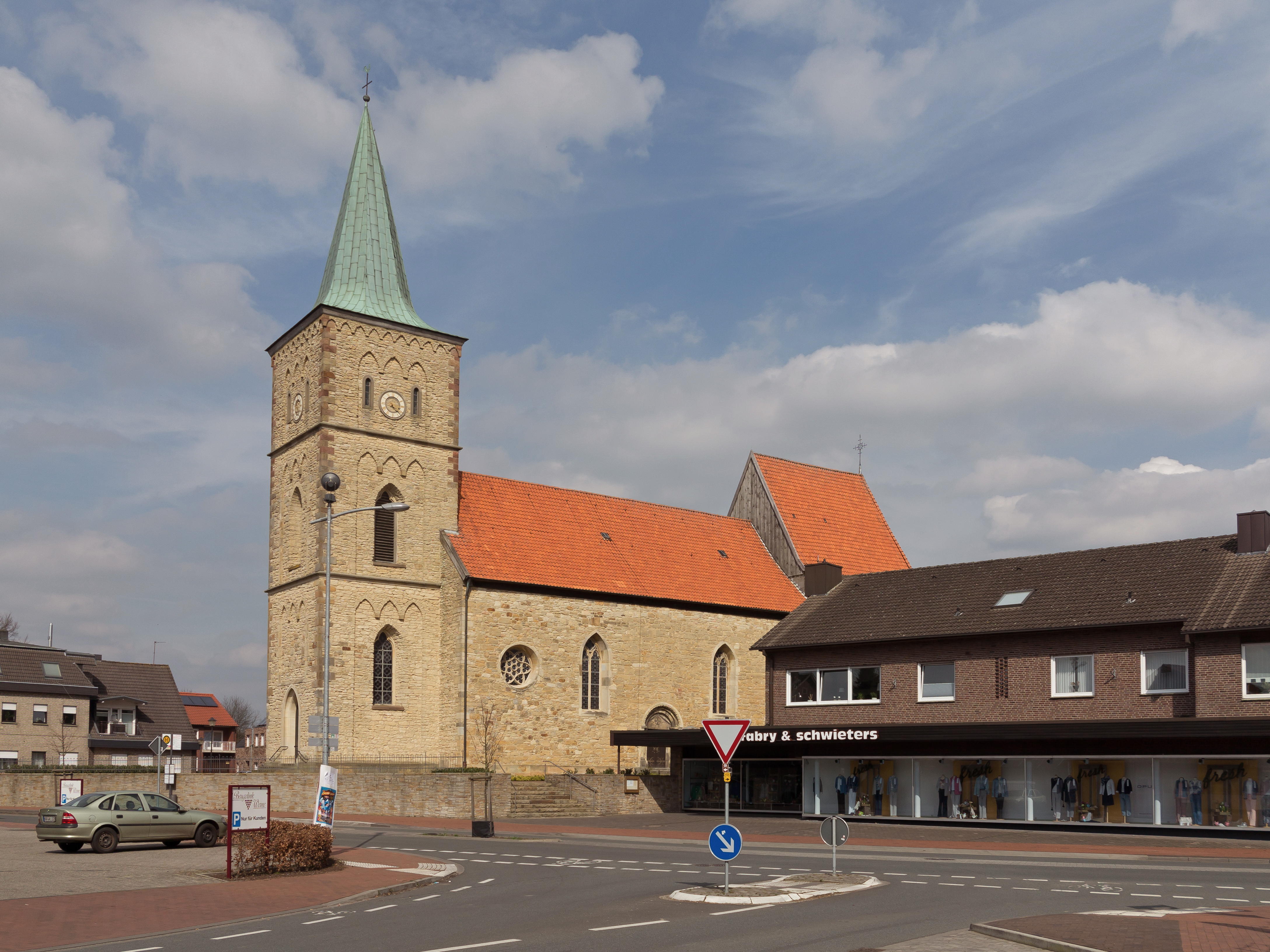
Heek, Kirche

Heek ist eine Gemeinde im westlichen Münsterland im Kreis Borken im Regierungsbezirk Münster im Nordwesten des Landes Nordrhein-Westfalen.

## Geographie

### Nachbargemeinden
Heek grenzt an Ahaus, Gronau, Legden, Metelen, Ochtrup und Schöppingen.
Zur Entwicklung des Postwesens Epe, Gronau, Nienborg und Schöppingen siehe: Postgeschichte von Steinfurt.

### Stadtgliederung
Zum Ortsteil Heek gehören die beiden Bauerschaften Ahle (westlich der Dinkel) und Averbeck (östlich der Dinkel) und zum Ortsteil Nienborg die Bauerschaften Ammert, Callenbeck, Wext, Wichum.

### Einwohnerzahlen
- Averbeck:      236
- Callenbeck:    69
- Heek (inkl. Ahle):    5374
- Nienborg:     3057
- Wext:          217
- Wichum:        85

(Stand: 24. August 2009).

## Geschichte
Heek war der namensgebende Stammsitz des Ortsadelsgeschlecht Heek, das Mitte des 16. Jahrhunderts im Mannesstamm erlosch.
Gebildet wurde die Gemeinde aus den beiden vormaligen Gemeinden Heek und Wigbold Nienborg, die am 1. Juli 1969 zur neuen Gemeinde Heek zusammengeschlossen wurden.

## Politik

### Gemeinderat
Die Kommunalwahlen seit 2009 ergaben folgende Sitzverteilung im Gemeinderat:
|      | CDU | SPD | WG1 |
| ---- | --- | --- | --- |
| 2020 | 11  | 6   | 11  |
| 2014 | 17  | 11  | –   |
| 2009 | 19  | 9   | –   |

1WG: Wählergruppe Dinkelbündnis

### Bürgermeister
Bei der Wahl 2014 konnte sich Franz-Josef Weilinghoff (parteilos, von der SPD unterstützt) mit 58 % der Stimmen gegen Amtsinhaber Ulrich Helmich (CDU) durchsetzen. 2020 wurde er mit 69,1 % der Stimmen wiedergewählt.

### Wappen, Banner und Flagge
Der Gemeinde ist mit Urkunde des Regierungspräsidenten vom 10. Juli 1972 das Recht zur Führung eines Wappens, einer Flagge, eines Banners und eines Dienstsiegels verliehen worden.

Wappen
Banner
Flagge
Wappen der ehem. Gemeinde Nienborg
Wappen der ehem. Gemeinde Heek bis 1972
Wappen der ehem. Amtes Nienborg

#### Wappen
Blasonierung: „Von Rot zu Gold (Gelb) gespalten; vorne stehend ein goldener (gelber) Bischof mit Stab in der Rechten, Buch und Kirchenmodell in der Linken, zu seinen Füßen eine goldene (gelbe) Gans, hinten eine rote Zinnenmauer mit schwarzem Doppeltor, beseitet von je einer schwarzen Fensteröffnung, darauf ein roter Turm mit Haubendach und Zinnengalerie und drei übereinander angeordneten schwarzen Fenstern.“
Das Wappen der neuen Gemeinde Heek ist eine Kombination aus dem 1937 genehmigten Wappen von Heek und Nienborg. Die Figur des heiligen Bischofs Ludger, jedoch in Gold statt Silber und nur mit einer Gans zu seinen Füßen sowie den Burgturm über einer Zinnenmauer, welcher auf ein Siegel der Burgmänner der Landesburg Nienborg aus dem Ende des 13. Jahrhunderts zurückgeht. Die Farben entsprechen denen des Stiftes Münster.

#### Banner
Beschreibung des Banners: „Das Banner ist in zwei gleich breiten Bahnen von Gelb zu Rot längsgestreift und zeigt in der Mitte der oberen Hälfte den Wappenschild der Gemeinde.“

#### Flagge
Beschreibung der Flagge: „Die Hissflagge ist in zwei gleich breiten Bahnen von Gelb zu Rot längsgestreift (gemeint ist quergestreift) und zeigt in der Mitte den Wappenschild der Gemeinde.“

## Kultur und Sehenswürdigkeiten

### Bauwerke
- Burg Nienborg, eine ehemalige Burg im Ortsteil Nienborg. Im sog. Langen Haus ist heute die Musikakademie des Landes Nordrhein-Westfalen untergebracht. Das Hohe Haus sowie die Keppelborg befinden sich in Privatbesitz. In beiden Gebäuden besteht die Möglichkeit zur Übernachtung.
- Die neugotische Heilig-Kreuz-Kirche mit großen, farbenprächtigen Fenster von den Glasmalern von der Forst aus Münster und Derix aus Kevelaer sowie der Pietà von 1407, einer Skulptur aus Baumberger Sandstein in der Turmkapelle.

## Wirtschaft und Infrastruktur

### Verkehr
Heek ist über die A 31 und über die B 70 zu erreichen.

Vom Hauptbahnhof Münster ist Heek mit dem Bus S70 erreichbar. Der Bahnhof Nienborg-Heek an der Bahnstrecke Borken–Burgsteinfurt wurde mit Einstellung dieser Verbindung 1975 aufgegeben.

### Ansässige Unternehmen
Die 2G Energy AG ist ein börsennotierter Hersteller von Großwärmepumpen sowie von Blockheizkraftwerken (BHKW) zur dezentralen Energieversorgung mittels Kraft-Wärme-Kopplung. Weltweit arbeiten rund 1.000 Mitarbeiter (2023) in diesem Konzern.

## Söhne und Töchter der Gemeinde
- Nicolaus Schaten (1608–1676), Jesuit und Historiker (geboren in Heek)
- Theodor von Heyden (1789–1858), Jurist und Politiker, Landrat des Kreises Ahaus (geboren in Heek)
- Lucio Alfert (* 1941), Bischof, Apostolischer Vikar von Pilcomayo (geboren in Heek)
- Markus Duesmann Vorstandsvorsitzender der Audi AG von 2020 bis 2023[9] (geboren in Heek)
- Berthold U. Wigger (* 1966), Volkswirtschaftler (geboren in Heek)
- Heike Wermer (* 1988), Landtagsabgeordnete (aufgewachsen und lebend in Heek)